# سمیعه ممتاز
سمیعه ممتاز (اردو: سمیعہ ممتاز؛ زادهٔ ۵ اوت ۱۹۷۰) بازیگر سینما و تلویزیون اهل پاکستان است.
وی بازیگر فیلم‌هایی همچون مادر، دختر و زنده بهاگ بوده‌است.